# Garcinia indica
Garcinia indica là một loài thực vật có hoa trong họ Bứa. Loài này được (Thouars) Choisy mô tả khoa học đầu tiên năm 1824.

## Hình ảnh

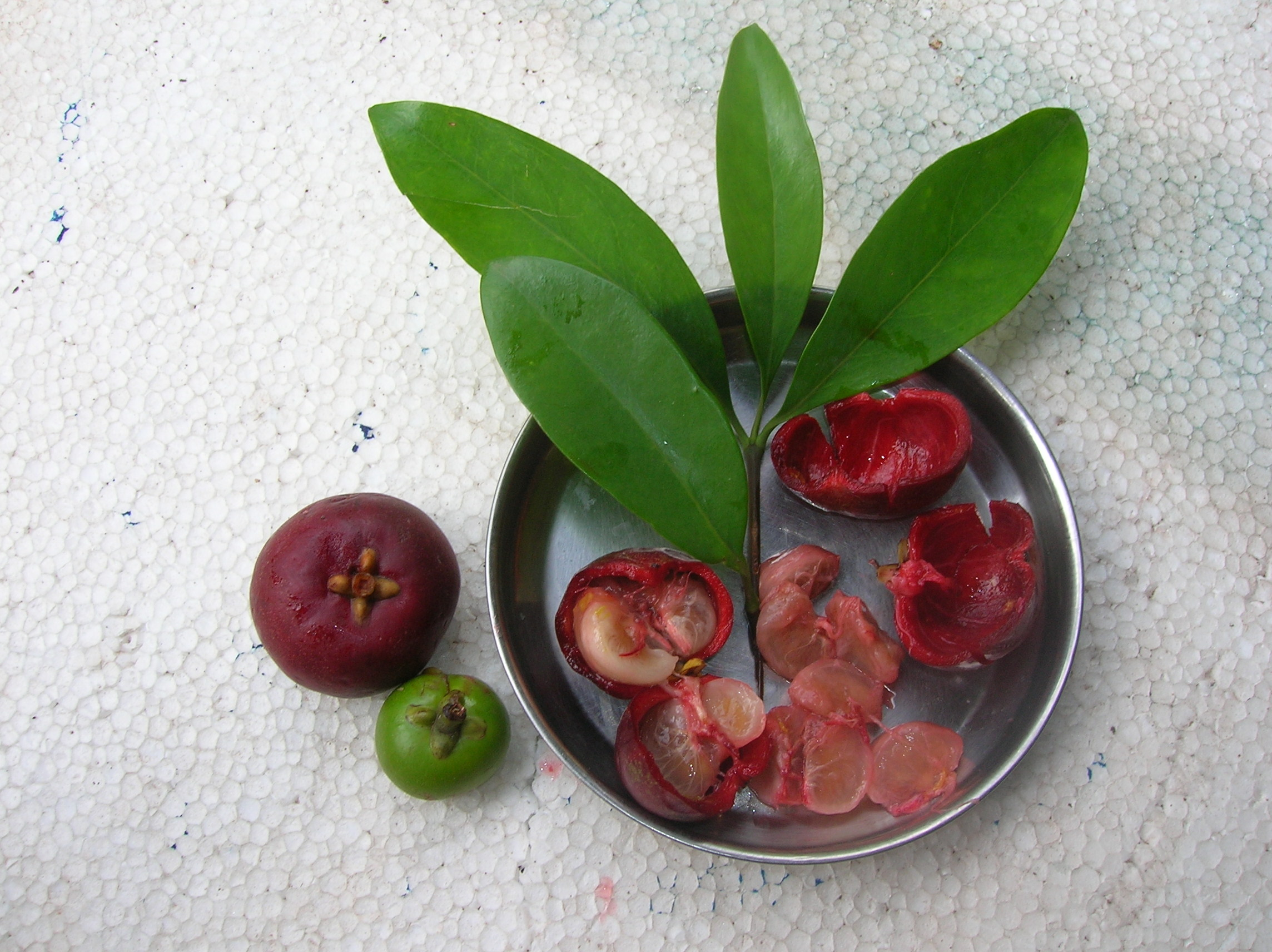
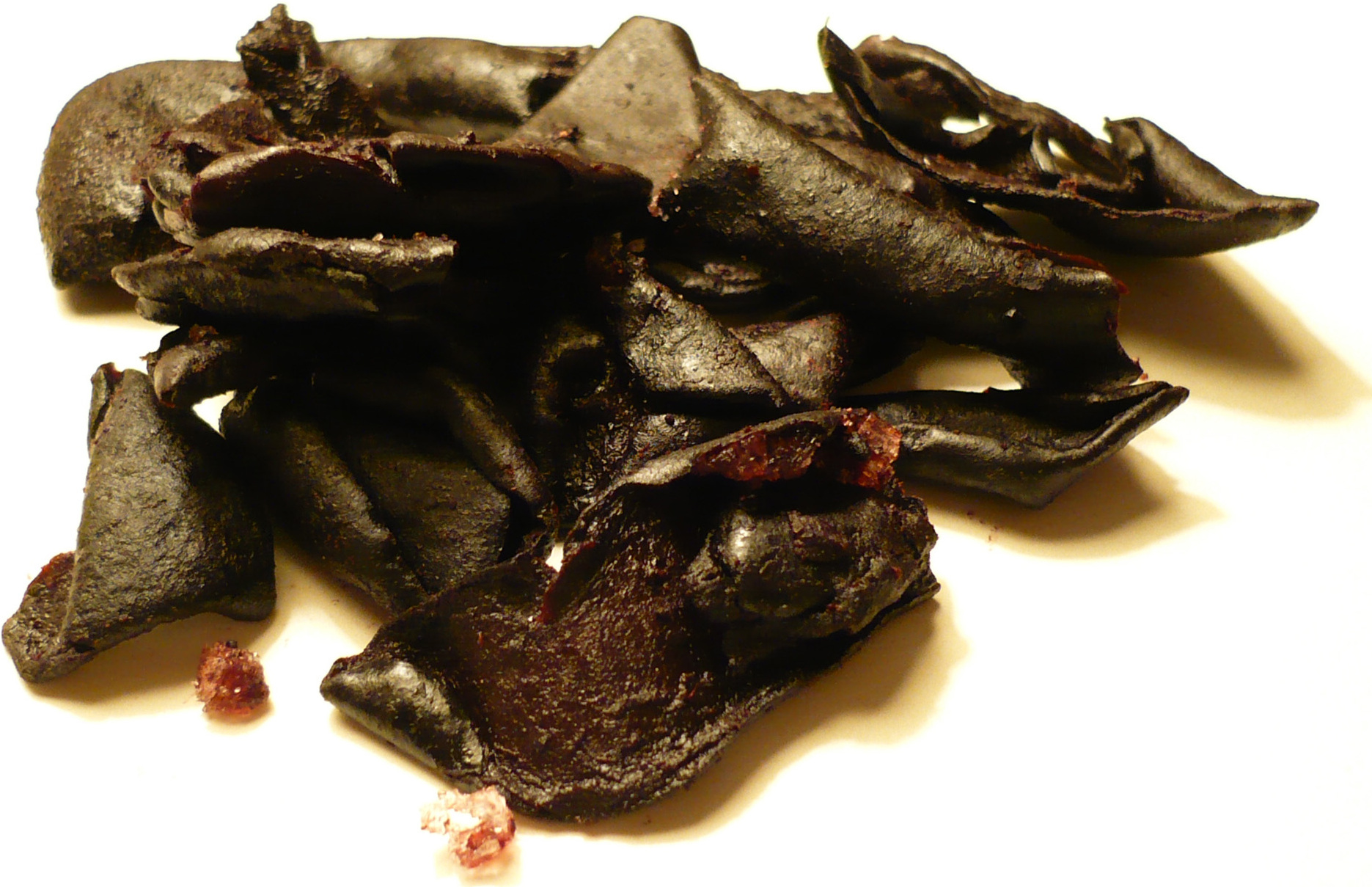
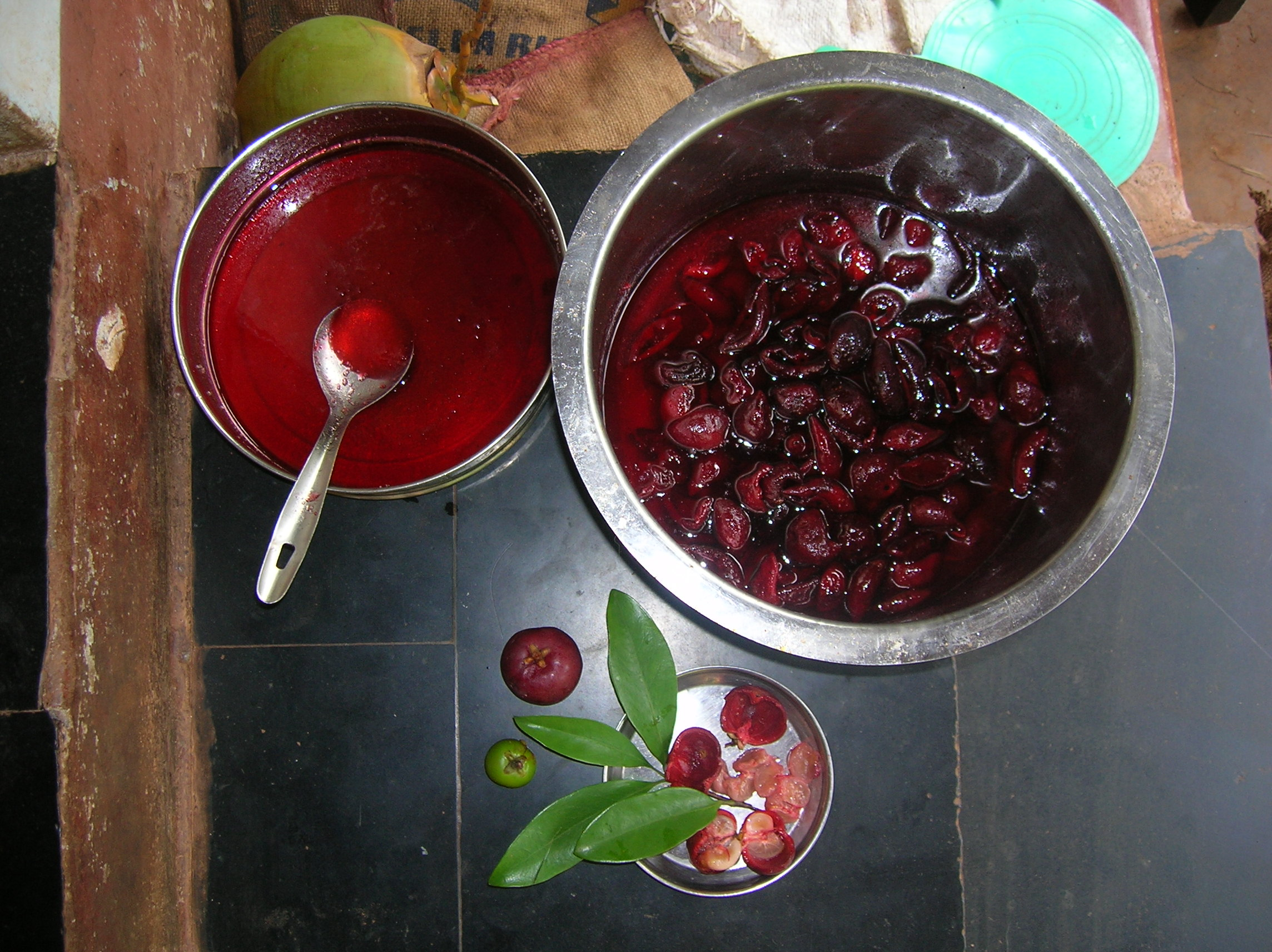
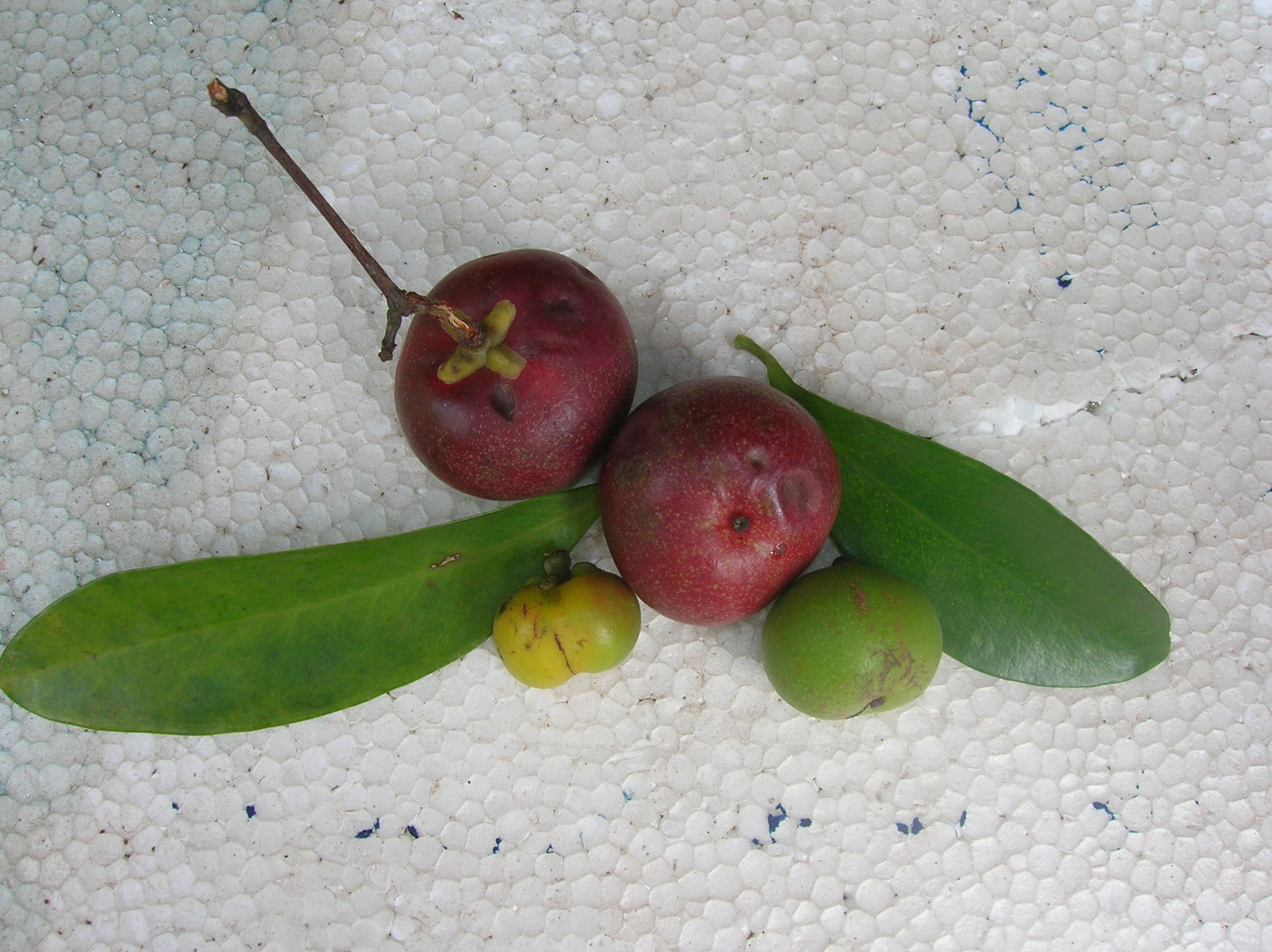